# ساندرا اوکسنرید
ساندرا اوکسنرید (به انگلیسی: Sandra Oxenryd) (زاده ۱ اکتبر ۱۹۸۲) خواننده سوئدی است.
او در مسابقه آواز یوروویژن ۲۰۰۶ نماینده استونی بود.